# Familie ist ein Fest – Taufalarm
Familie ist ein Fest – Taufalarm ist ein deutscher Fernsehfilm von Sebastian Hilger aus dem Jahr 2021, der im Auftrag der ARD-Degeto von der Bantry Bay Productions für Das Erste produziert wurde. Die Hauptrollen der Culture-Clash-Komödie sind mit Amelie Kiefer und Reza Brojerdi als junges deutsch-persisches Paar und als deren Eltern bzw. Schwiegereltern mit Sima Seyed und Ramin Yazdani sowie Victoria Trauttmansdorff und Dominic Raacke besetzt. Der Film hatte auf dem 17. Festival des deutschen Films in Ludwigshafen seine Premiere und wurde noch im selben Jahr, am 5. November 2021 im Rahmen der Reihe Endlich Freitag im Ersten erstmals im TV gesendet.

## Handlung
Das deutsch-persische Paar Viola und Faraz bekommen ihr erstes Baby. Schnell ist in der Diskussion, wie es heißen soll; etwa Linus oder Masud, nach der persischen Familientradition. Nachdem der Name Linus bereits feststeht und schon für Verstimmungen bei Faraz Eltern sorgt, drängen Violas Eltern nun auch auf eine Taufe. Aus Unsicherheit sagt aber Viola in letzter Minute die Taufe ab. Aufgrund eines Trauerfalls hält sich Faraz im Iran auf, dort erfährt er von der Beschneidung seines Sohnes, was sofort wohlwollend aufgenommen wird. Wieder zurück erfährt er jedoch, das dies aufgrund einer Phimose geschah. Das Paar gerät in einen Konflikt und trennt sich kurzzeitig. Schließlich sind beide unabhängig voneinander zur anderen Religion konvertiert, und das Kind wurde ohne religiöses Bekenntnis belassen.

## Produktion
Die Dreharbeiten zu Familie ist ein Fest – Taufalarm fanden im Zeitraum vom 29. September bis zum 29. Oktober 2020 unter dem Arbeitstitel Familienfeste – Die Taufe an Drehorten in Köln und Umgebung statt.
Für den Ton zeichnete Christian Hermans verantwortlich, für das Szenenbild Sabine Kasch, für das Kostümbild Kaya Kürten und für die Maske Sabine Lanzinger sowie Susanne Weiß-Rudat. Die Kamera führte Birgit Guðjónsdóttir – als verantwortliche Redakteure zeichneten sich Claudia Luzius und Stefan Kruppa für die Degeto Film. Die Filmmusik komponierte Stefan Benz. Dazu kamen Songs der Kölner Band The Blackwhitecolorful, deren Sänger Sascha Joseph zudem auch eine Nebenrolle (“Tobi”) übernahm.

## Rezeption

### Einschaltquoten
Die Erstausstrahlung von Familie ist ein Fest – Taufalarm wurde in Deutschland am 5. November 2021 von 3,59 Millionen Zuschauern gesehen und erreichte damit einen Marktanteil von 12,7 % für Das Erste. Aus der Zielgruppe der 14- bis 49-jährigen Zuschauer sahen sich 0,45 Millionen den Film an, was einen Marktanteil von 6,9 % entsprach.

### Kritik
Der Film zeigt in komödiantischer Weise den Druck, den die Großeltern-Generation ausübt und wie schnell leider eine Diskussion über die Vorhaut eines Jungen eingefärbt werden kann von Fremdenfeindlichkeit, obwohl hier die Rechte des betroffenen Kindes in den Vordergrund rücken sollten. Wohltuend ist, dass hier die deutsche Familie in der Art, wie sie Druck aufbaut der iranischen in keiner Weise nachsteht, eher noch unangenehmer rüberkommt. Die Lösung, die der Film anbietet, indem bei dem Kind eine Phimose diagnostiziert wird, die dann innerhalb von Stunden durch medizinisch indizierte Beschneidung „gelöst“ wird, entspricht freilich nicht den Erkenntnissen der Phimoseleitlinie. Das Konzept zu dem Film entstand vermutlich vor der Aktualisierung der Leitlinie, nach der als erster Behandlungsschritt eine wochenlange Salbenbehandlung empfohlen wird, die fast immer eine Lösung bewirkt. Gleichwohl ist sehr gut möglich, dass es auch heute noch so laufen kann wie im Film gezeigt: Phimose diagnostiziert – ab zur OP ist leider immer noch gängige Praxis, unter der die Betroffenen als Erwachsene mitunter schwer zu leiden haben. Daher wurde der Film von verschiedenen Organisationen, die sich für die genitale Selbstbestimmung von Jungen einsetzen, kritisch aufgenommen und negativ bewertet: Auf der Webseite von intaktiv.de ist zu lesen, dass es ein „Armutszeugnis“ sei, wenn in einer „Unterhaltungssendung das Recht des Kindes auf einen intakten Körper völlig missachtet wird“. Die Betroffenenvertretung Mogis e.V./Facharbeitskreis Beschneidungsbetroffener spricht von einer „Romantisierung von Zwangsbeschneidungen“ und ergänzt: „Die Perspektive des Kindes bleibt dabei komplett ausgeklammert, sowie das lebenslange Leid, das daraus entstehen kann“. Im Humanistischen Pressedienst wurde eine Filmrezension veröffentlicht, laut der der Film bagatellisiere, wie „dem Familienfrieden unter den Erwachsenen die Vorhaut und die Selbstbestimmung des Neugeborenen geopfert“ wird.